# Щипці

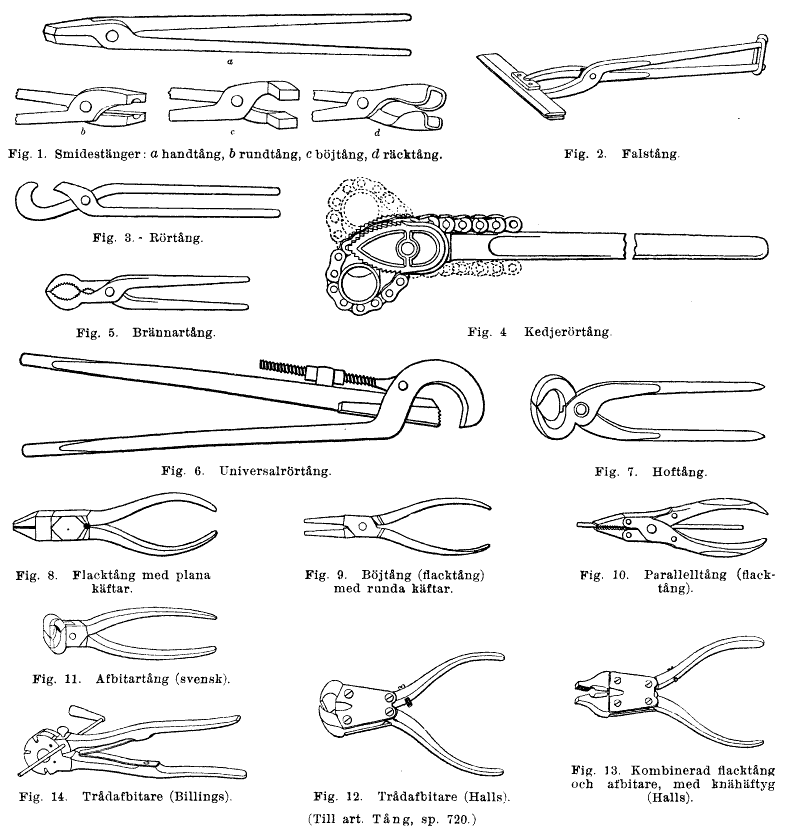
Варіанти щипців

Щи́пці — загальна назва столярного, слюсарно-монтажного, перукарського інструменту у вигляді двох з'єднаних на шарнірі плоских або напівкруглих стержнів (губ, щік) з руків'ям. Використовується для стискання, схоплення, висмикування (Наприклад, висмикування або загинання цвяхів, дроту; гарячої завивки волосся; вищипування волосся на бровах).

## Історія
Ковальські щипці, відомі з часів залізної доби: великі дворучні (довжина яких становить 24-55 см) і маленькі (довжиною 15-25 см). Оскільки плоскогубці в загальному розумінні є давнім і простим винаходом, неможливо розрахувати жодного точного моменту початку використання чи винахідника у історії їхнього виникнення. Перші процеси обробки металу починаючи з кількох тисячоліть до нашої ери вимагали пристроїв, подібних до плоскогубців, для обробки гарячих матеріалів у процесі ковання або лиття. Розвиток від дерев’яних до бронзових плоскогубців, ймовірно, відбувся до 3000 р. до н. е. Серед найдавніших ілюстрацій плоскогубців - ті, що показують грецького бога Гефеста у його кузні. Кількість різноманіття конструкцій плоскогубців зросла з винайденням різних предметів, якими вони оброблялися: підкови, кріплень, дроту, труб, електричних та електронних компонентів.

## Конструкція
Основна конструкція плоскогубців мало змінилася з часів їх виникнення і утворюється з трьох елементів: пари ручок, повороту, який часто утворений заклепом, а також головної частини із захватними губками або ріжучими краями. 
Матеріали, які використовуються для виготовлення плоскогубців, складаються переважно зі сталевих сплавів з такими добавками, як ванадій або хром, для поліпшення міцності та запобігання корозії. Металеві ручки плоскогубців часто обладнані ручками з інших матеріалів для забезпечення кращого поводження; ручки зазвичай ізольовані і додатково захищають від ураження електричним струмом. Щелепи мають різний розмір: від ніжних до важких щелеп, здатних чинити тиск та змінювати форму, від базових плоских щелеп до різних спеціалізованих та часто асиметричних конфігурацій щелеп для конкретних маніпуляцій. Поверхня зазвичай текстурована, а не гладка, щоб мінімізувати ковзання.
Деякі щипці для електричних робіт обладнані лезами для різання дроту, вбудованими в губки або на ручки трохи нижче повороту.
Там, де необхідно уникнути подряпин або пошкоджень заготовки, наприклад, при ремонті ювелірних виробів та музичних інструментів, використовуються щипці з шаром більш м’якого матеріалу, такого як алюміній, латунь або пластик над губками.

## Ергономіка
Було проведено багато досліджень з метою покращення конструкції плоскогубців, щоб полегшити їх використання у часто складних умовах (наприклад, у обмеженому просторі). Ручки щипців можна зігнути, наприклад, таким чином, щоб навантаження, джерелом якого є рука, вирівнювалося з рукою, а не під кутом, для зменшення втоми м’язів. Це особливо важливо для працівників заводів, які постійно користуються плоскогубцями, а також медичний працівників, які користуються пінцетами і затискачами, та запобігають синдрому зап’ястного каналу.

## Різновиди щипців

### Столярство, слюсарство, ковальство

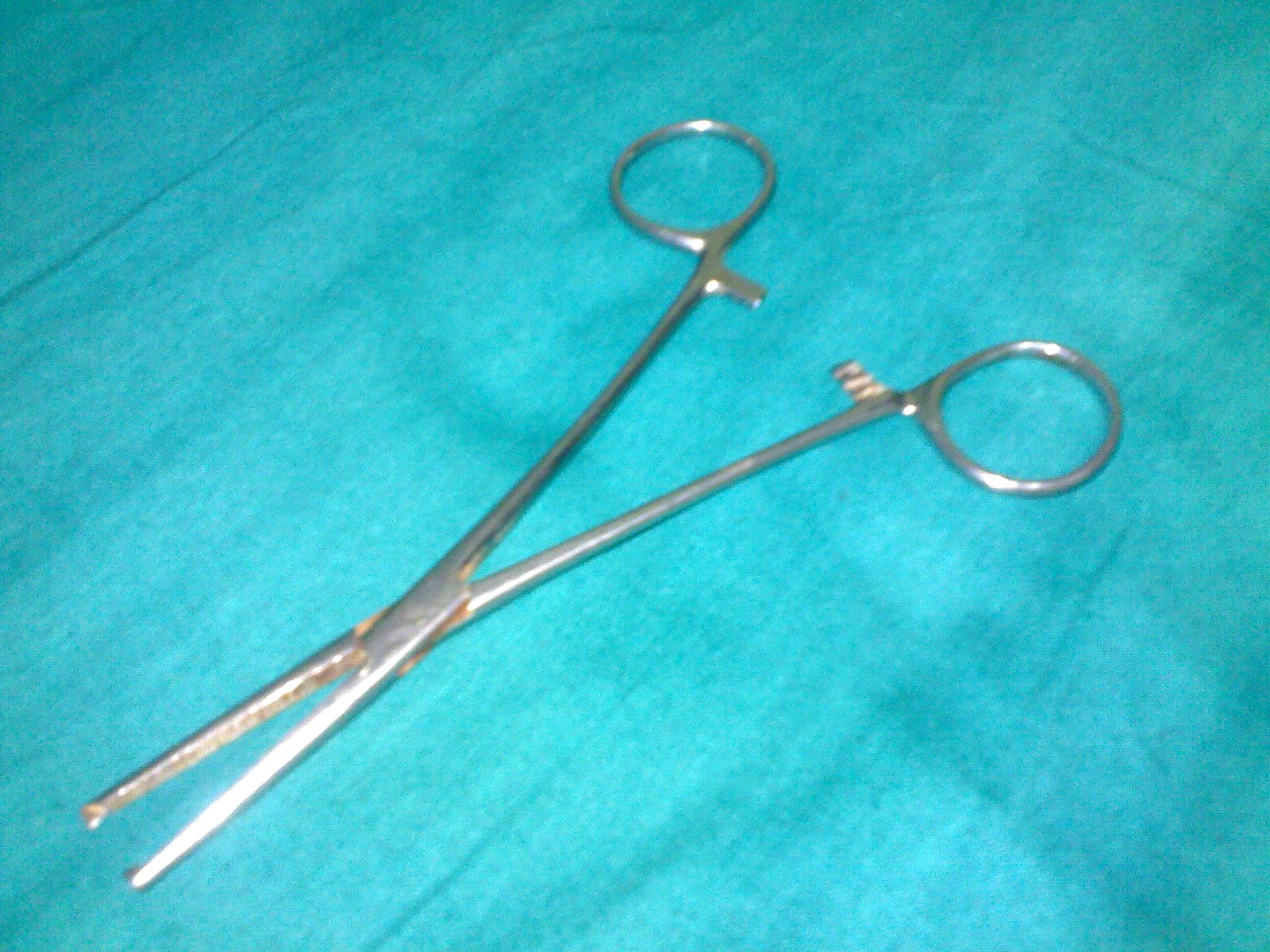
Затискач Кохера

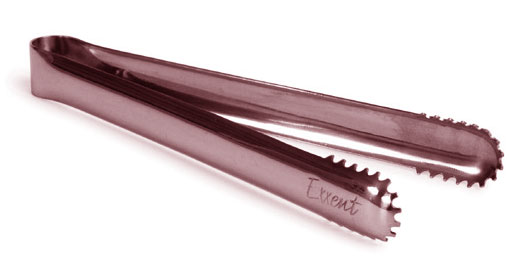
Щипці кулінарні

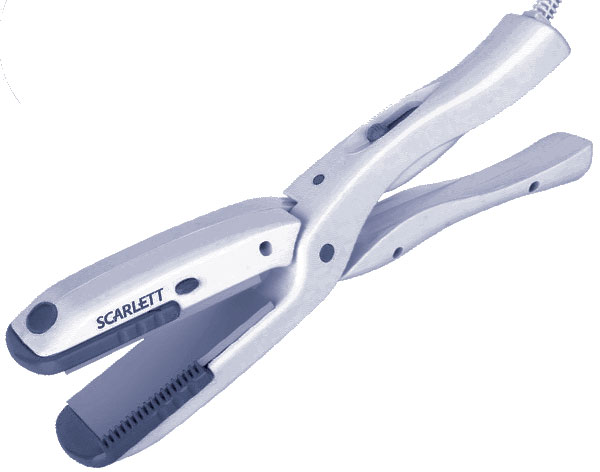
Щипці косметичні (для волосся)

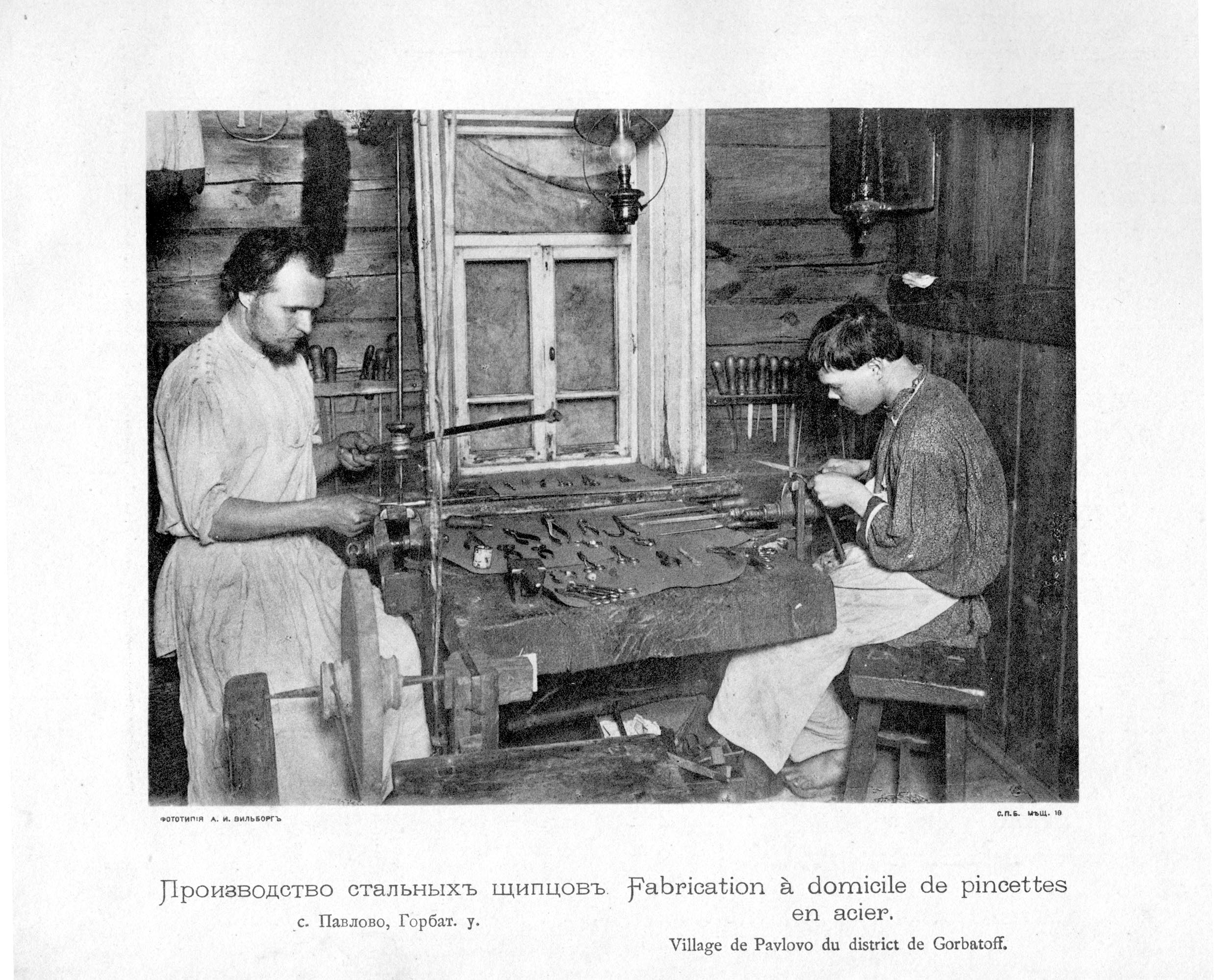
Виробництво сталевих щипців. Село Павлово Горбатовського повіту. 1896 рік

| Тип                   | Вигляд | Призначення |
| --------------------- | ------ | --- |
| Кліщі                 |        | Ковальський інструмент для тримання металу                                                                       |
| Обценьки              |        | Ручне металеве знаряддя у вигляді щипців з загнутими всередину і загостреними кінцями для витягування цвяхів     |
| Плоскогубці           |        | Щипці з плоскими губками                                                                                         |
| Довгогубці            |        | Особливо завужені до кінців щипці для точкового захоплення дроту, металевої жили, прутка, цвяхів, шматків металу |
| Пасатижі              |        | Плоскогубці з напівкруглими виїмками на губках, що уможливлюють використання їх як гайкового ключа               |
| Круглогубці           |        | Щипці для формування кілець і завитків                                                                           |
| Гострогубці (кусачки) |        | Щипці для розрізання дроту                                                                                       |
| Щипці-затискач        |        | Щипці з фіксатором, що працюють як затискач або лещата                                                           |
| Переставні кліщі      |        | Кліщі з пересувною віссю шарніра                                                                                 |
| Просічні кліщі        |        | Щипці для пробиття отворів                                                                                       |
| Стрипери              |        | Щипці для видаляння ізоляції з проводів                                                                          |
| Кримпери              |        | Щипці для обтискання наконечників проводів                                                                       |
| Мультитул             |        | Багатофункціональний інструмент, часто створюваний на основі пасатижів                                           |
| Кахлярські кліщі      |        | Щипці-кусачки для оброблення керамічної плитки                                                                   |
| Розводка-щипці        |        | Пристрій для відгинання зубів (розведення, розводки) пилок                                                       |

### Медичні щипці
- Медичні щипці;
- Хірургічний затискач;
- Щипці Маггіла;
- Пінцет;
- Кульові щипці;
- Корнцанг;
- Жом;
- Акушерські щипці;

### Інші види
- Щипці для нігтів;
- Щипці для горіхів;
- Щипці для цукру;
- Щипці для зняття нагару;
- Шипці для татуювання — щипці для мічення сільськогосподарських тварин;
- Кулінарні щипці — для захоплення, сервування та подачі кулінарних виробів;
- Кухонні — для використання при приготуванні різних страв (наприклад, для розколювання горіхів);
- Косметичні щипці — для різних цілей, наприклад, загинання вій[1];
- Перукарські щипці — інструмент, який використовується для укладання й завивки волосся;